# Belsat TV
Belsat (belarussisch Белсат) ist ein polnischer Fernsehsender für Zuschauer in Belarus. Er wird von der öffentlich-rechtlichen Telewizja Polska produziert.

## Trägerschaft und Finanzierung
Belsat wird von der polnischen Regierung und dem polnischen Fernsehen Telewizja Polska (TVP) betrieben. Hierzu wurde am 23. April 2007 ein Vertrag zwischen dem Außenministerium und TVP geschlossen. Der Arbeitstitel des geplanten Senders war damals TV Białoruś (deutsch TV Belarus). Neben Polen beteiligen sich auch andere Länder der Europäischen Union an dem Projekt. So produziert das litauische Fernsehen eine Talkshow für Belsat, andere EU-Staaten finanzieren die Ausbildung der Belsat-Mitarbeiter. Das geplante Jahresbudget für 2008 betrug 27 Millionen Złoty, von denen 21 Millionen vom polnischen Außenministerium beigesteuert werden sollten.

## Auftrag
Das erste Motto von Belsat lautete: Белсат TV – тваё права выбару Belsat TV – twajo prawa wybaru („Belsat TV – Dein Recht zu wählen“). Zweck von Belsat ist es so, der belarussischen Bevölkerung eine Alternative zum belarussischen Staatsfernsehen zu bieten, das weitgehend nur die Sicht der Regierung unter Präsident Aljaksandr Lukaschenka wiedergibt und kritischen Stimmen keinen Raum bietet. Somit handelt es sich bei Belsat um eine Art Fernsehvariante solcher Hörfunksender wie Radyjo Swaboda, Belaruskaje Radyjo Razyja und Eurapejskaje Radyjo dlja Belarussi. Die Gründung von Belsat geht zurück auf eine Initiative der Regierung Jarosław Kaczyńskis, die mit ihrer dezidiert westlich und an den USA ausgerichteten Außenpolitik den autoritären Regimen Osteuropas besonders kritisch gegenüberstand.

## Mitarbeiter
Direktorin des Senders war seit der Gründung die Mitinitiatorin Agnieszka Romaszewska-Guzy. Sie wurde nach 17 Jahren im März 2024 im Zuge des Umstrukturierungsprozesses der staatlichen Medien in Polen, die dem Machtwechsel Ende 2023 folgte, durch den für Telewizja Polska bestellten Liquidator Daniel Gorgosz entlassen. Romaszewska-Guzy hat eine Klage dagegen angekündigt.
Die Sendungen bei Belsat werden weitgehend von belarussischen Journalisten produziert und präsentiert. Auch innerhalb von Belarus arbeiten Journalisten für Belsat, indem sie z. B. Reportagen für den Sender drehen. Dabei kommt es immer wieder zu Behinderungen durch staatliche Stellen. Im März 2008 etwa wurden viele Mitarbeiter ausländischer Medien für Belarus (z. B. Belaruskaje Radyjo Razyja oder Eurapejskaje Radyjo dlja Belarussi) verhaftet, technische Ausrüstungsgegenstände wurden konfisziert.

## Unterdrückung durch das belarussische Regime
Der Sender berichtete über die Proteste in Belarus 2020, weshalb viele Journalisten von Belsat vor Gericht gestellt und verhaftet wurden. Im Jahr 2020 wurden Belsat-Journalisten 162 Mal festgenommen, sehr oft mit der Beschlagnahme der Ausrüstungen. Der Zugang zur Website von Belsat ist in Belarus obendrein seit August 2020 beschränkt. Seit Mai 2021 blockiert das Lukaschenka-Regime auch einen Spiegelserver der Haupt-Website von Belsat.
Die Fernsehsenderjournalistinnen Kazjaryna Andrejewa und Darja Tschulzowa wurden am 15. November 2020 für die Ausstrahlung einer friedlichen Kundgebung auf dem „Hof des Wandels“ zum Gedenken an Raman Bandarenka, welcher zuvor an diesem Ort zu Tode geprügelt worden ist, festgenommen und am 16. Februar 2021 zu zwei Jahren Gefängnis verurteilt.
Im Juli 2021 wurde der Inhalt von Belsat für extremistisch erklärt, was bedeutet, dass seine Verbreitung mit einer 30-tägigen Haftstrafe geahndet werden kann. Im November 2021 erklärte das Innenministerium Belsat zu einer extremistischen Organisation. Die Bildung einer solchen Organisation oder die Teilnahme daran ist in Belarus strafbar.
Im Januar 2023 wurde Daria Losik, die Ehefrau von Ihar Lossik, wegen eines Interviews mit dem Sender im Rahmen eines kriminellen Artikels über die Förderung extremistischer Aktivitäten zu zwei Jahren Gefängnis verurteilt. Im Herbst 2022 wurde ein Strafverfahren wegen eines Interviews mit dem Sender gegen Natalya Suslova, die Mutter des belarussischen Freiwilligen Pavel „Volat“ Suslov, eröffnet, der bei einem Einsatz in der Ukraine getötet wurde.

## Unterdrückung in Russland
Im Herbst 2024 wurde Belsat in Russland als „unerwünschte Organisation“ eingestuft.

## Ausstrahlung und Reichweiten

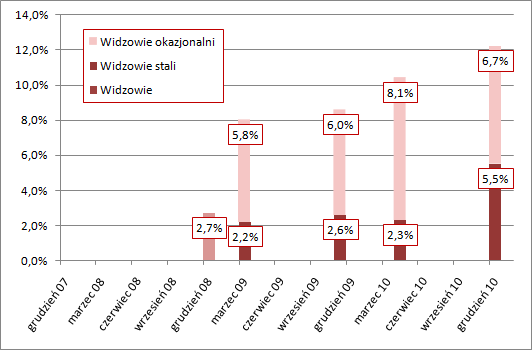
Entwicklung des Zuschaueranteils an der belarussischen Bevölkerung (rot: ständige Zuschauer, rosa: gelegentliche Zuschauer)

Am 10. Dezember 2007 um 18:00 Uhr osteuropäischer Zeit begann die Ausstrahlung des Programms in belarussischer Sprache zunächst nur über den Satelliten Astra 1KR auf 19,2° Ost und ist somit auch im deutschen Sprachraum mittels der hier üblichen Satellitenanlagen empfangbar. Mittlerweile wird das Programm zusätzlich über den Satelliten Astra 4A auf 4,8° Ost ausgestrahlt, da dieser auch in den östlichen Gebieten Belarus gut empfangen werden kann. Man geht davon aus, dass etwa ein Viertel der Bevölkerung über Zugang zu der technischen Ausstattung verfügt, die zum Empfang von Belsat benötigt wird. Andere Quellen sprechen von 7 %. Im Januar 2011 wurden die Ergebnisse einer Umfrage veröffentlicht, denen zufolge von den erwachsenen Bürgern Belarus 5,5 % regelmäßig Belsat schauen und 6,7 % von Zeit zu Zeit. In absoluten Zahlen bedeutet dies eine Zuschauerzahl von knapp einer Million Personen, die regelmäßig oder unregelmäßig Programme von Belsat schauen.

## Entwicklung
Zunächst sendete Belsat noch im Testmodus. Das einstündige Programm wurde täglich um 18 Uhr OEZ ausgestrahlt und dann um 19, 20 und 21 Uhr wiederholt. Im Januar 2008 wurde das Programm auf zwei Stunden, im März auf drei Stunden täglich erweitert. Es wurde um 18 Uhr OEZ gesendet und um 21 Uhr OEZ noch einmal wiederholt. Am 7. Juni 2010 wurde ein Vormittagsprogramm gestartet, das um 7 Uhr beginnt und gegen 12 Uhr endet. Das Abendprogramm folgt dann ab 17 Uhr. Die Website des Senders befand sich ebenfalls zunächst in der Testphase. Seit Februar 2008 ist sie in vollem Umfang zugänglich. Die tägliche Nachrichtensendung Abjektyu (deutsch Objektiv) ist hier verfügbar.
Im Sommer 2008 wurde die Internetseite des Senders überarbeitet. Außerdem wird die tägliche Nachrichtensendung Abjektyu nunmehr von einem Moderator präsentiert, während sie zuvor aus einer Aneinanderreihung von Videobeiträgen bestand. Das neue Motto des Senders lautet Belsat – Erstes unabhängiges Fernsehen in Belarus (belarussisch Белсат – Першае незалежнае тэлебачанне ў Беларусі).

## Konflikte um Belsat innerhalb des polnischen Fernsehens
Am 17. März 2009 wurde die Direktorin des Senders, Agnieszka Romaszewska-Guzy, entlassen. Die Leitung des Senders übernahm vorübergehend ihre bisherige Stellvertreterin Beata Paklepa. Die Ablösung der Gründungsdirektorin wurde damit begründet, diese habe Anweisungen des Aufsichtsgremiums nicht befolgt. Sie selbst sah in ihrer Entlassung das Bemühen des polnischen Fernsehens um eine weichere Linie gegenüber dem Lukaschenka-Regime. Romaszewka-Guzy wurde auf Druck des Außenministeriums am 24. März 2009 wieder als Direktorin eingesetzt. Bereits vor dem Konflikt um die Leitung des Senders hatte der damalige kommissarische TVP-Vorsitzende Piotr Farfał (LPR), der zuvor die Ausstrahlung eines Solidaritätskonzerts für die belarussische Opposition im polnischen Fernsehen ablehnte, die Finanzierung des Senders in Frage gestellt. Farfał argumentierte, es widerspreche den Statuten des polnischen Fernsehens, Programme in fremder Sprache für ein Publikum außerhalb Polens zu produzieren.